# Metafísica de las costumbres
La Metafísica de las costumbres (en alemán Die Metaphysik der Sitten) es una obra de Immanuel Kant, escrita en 1797 sobre filosofía jurídica y ética. Es la continuación del proyecto kantiano de su trilogía de obras éticas, (junto con la Crítica de la razón práctica y la Fundamentación de la metafísica de las costumbres), en ella se desarrolla el sistema que aborda los principios metafísicos de la doctrina del derecho y de la doctrina de la virtud.

## Estructura general de la obra
La Metafísica de las Costumbres
- Introducción a la Metafísica de las Costumbres

- Primera parte. Principios metafísicos de la Doctrina del Derecho
  - Introducción a la Doctrina del derecho
  - I. El derecho privado.
  - II. El derecho público.
- Segunda parte. Principios metafísicos de la Doctrina de la Virtud
  - Introducción a la Doctrina de la virtud
  - I. Doctrina ética elemental
  - II. Doctrina ética del método